# Гетто в Стрешине
Гетто в Стре́шине (сентябрь 1941 — 14 апреля 1942) — еврейское гетто, место принудительного переселения евреев посёлка Стрешин Жлобинского района Гомельской области и близлежащих населённых пунктов в процессе преследования и уничтожения евреев во время оккупации территории Белоруссии войсками нацистской Германии в период Второй мировой войны.

## Оккупация Стрешина и создание гетто

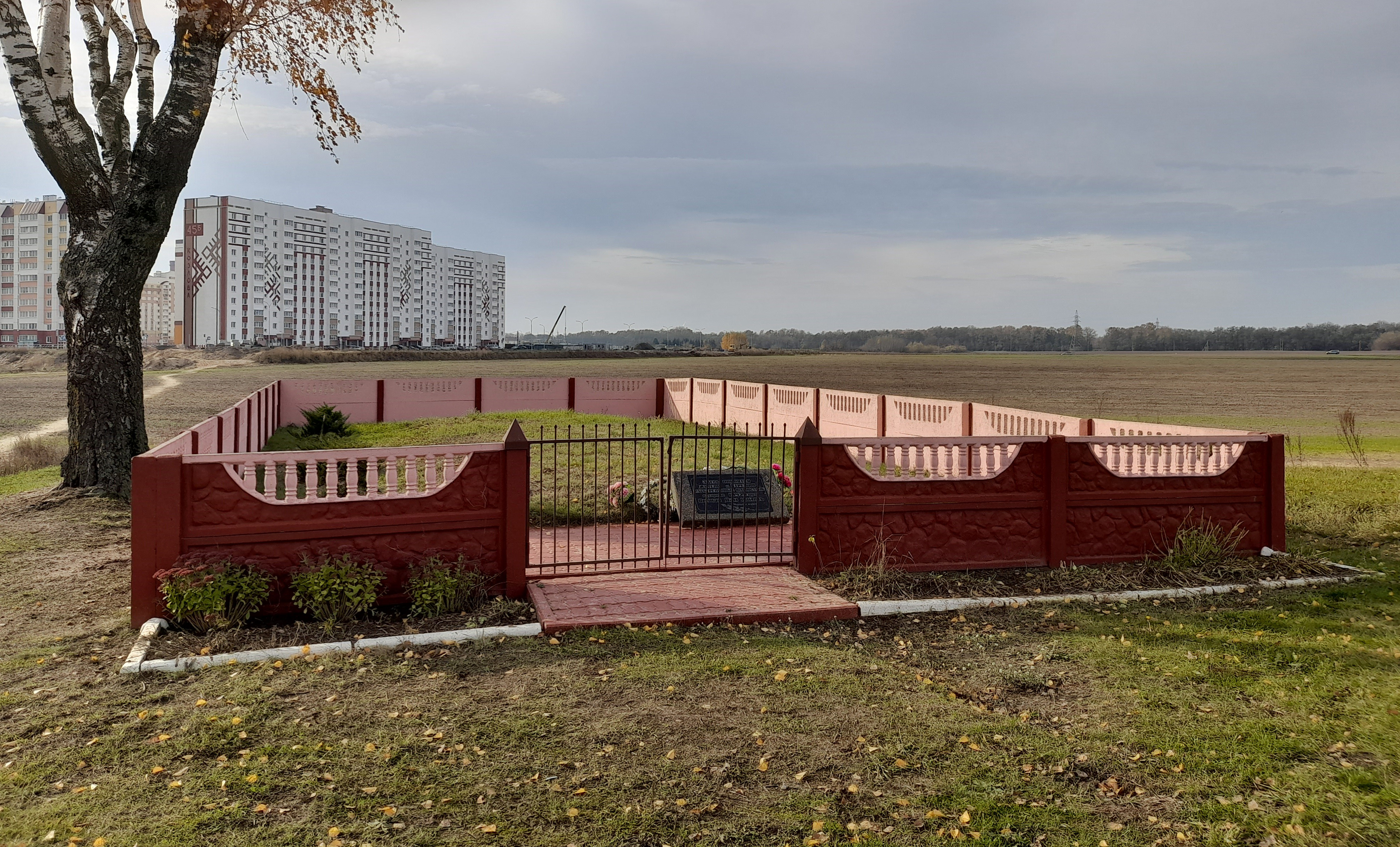
Мемориал на братской могиле евреев Стрешина

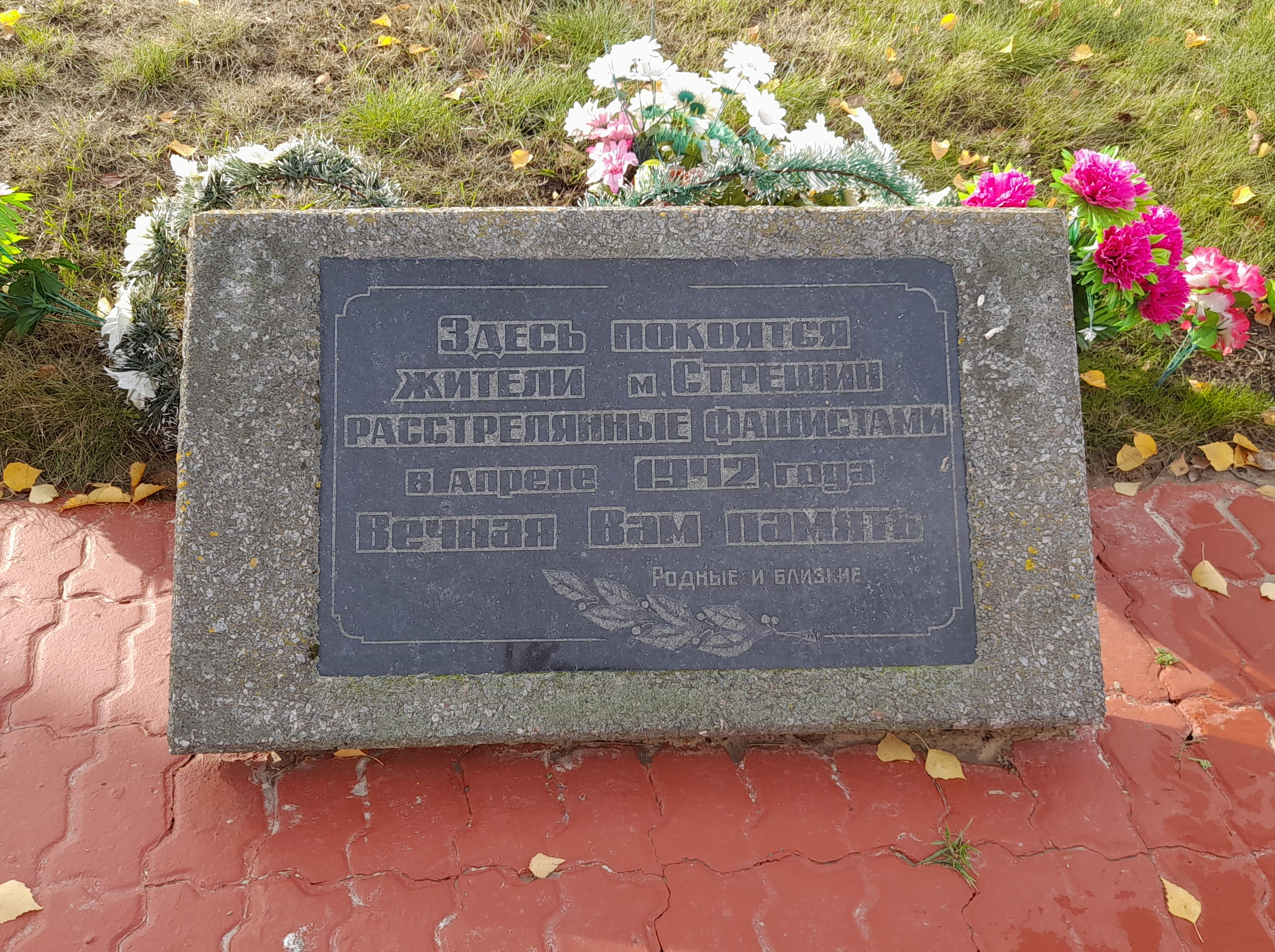
Надпись на мемориале

В 1939 году в посёлке Стрешин жил 531 еврей — 33 % населения. Посёлок был оккупирован немецкими войсками 2 года и 3 месяца — с 11 августа 1941 года до 29 ноября 1943 года. Убийства евреев, в том числе и детей, начались сразу после оккупации.
Реализуя нацистскую программу уничтожения евреев, немцы создавали гетто почти во всех городах и населённых пунктах Беларуси, где проживало еврейское население. Так и в Стрешине в сентябре 1941 года оккупанты организовали гетто, котором оказались около 480 человек. Узников разместили в маленьких домиках. Из-за тесноты и голода люди болели и умирали.

## Уничтожение гетто
4 апреля 1942 года немецкий комендант Горн и начальник полиции Стрешина перевели 282 еврея из гетто в концентрационный лагерь, где были смерти от побоев и голода. Затем их под конвоем отправили в Жлобин, по дороге расстреливая обессилевших людей, и убили в Жлобине вместе с местными евреями. Перед этой «акцией» (таким эвфемизмом нацисты называли организованные ими массовые убийства) нацисты пригнали 40 крестьян из деревни Лебедевка и приказали им расширить и углубить уже приготовленную яму. Затем крестьян отогнали на 100 метров и начали на грузовиках подвозить к яме евреев — большей частью это были старики, женщины и дети. Обречённым людям приказывали раздеться догола и гнали к яме. Детей кидали вниз живыми.
Оставшихся узников 14 (11 и 12) апреля 1942 года расстреляли в поле между Жлобиным и деревней Лебедевка возле нефтеналивных баков.
Спастись смогли немногие, которые сумели бежать и присоединиться к партизанам.
В 1944 году комиссия ЧГК провела эксгумацию захоронений и обнаружила 463 тела — 108 мужских, 140 женских и 211 детских.

## Память
Памятник и мемориал евреям Стрешина и Жлобина возведены в Жлобине.
Опубликованы неполные списки жертв геноцида евреев в Стрешине.